# Елк-Лік Тауншип (округ Сомерсет, Пенсільванія)
Елк-Лік Тауншип (англ. Elk Lick Township) — селище (англ. township) в США, в окрузі Сомерсет штату Пенсільванія. Населення — 2263 особи (2020).

## Демографія
Згідно з переписом 2010 року, у селищі мешкала 2241 особа в 774 домогосподарствах у складі 594 родин. Було 921 помешкання
Расовий склад населення:
| - 99,3 % — білих - 0,1 % — чорних або афроамериканців |

До двох чи більше рас належало 0,2 %. Частка іспаномовних становила 0,7 % від усіх жителів.
За віковим діапазоном населення розподілялося таким чином: 27,9 % — особи молодші 18 років, 56,7 % — особи у віці 18—64 років, 15,4 % — особи у віці 65 років та старші. Медіана віку мешканця становила 37,8 року. На 100 осіб жіночої статі у селищі припадало 98,1 чоловіків;  на 100 жінок у віці від 18 років та старших — 94,0 чоловіків також старших 18 років.
Середній дохід на одне домашнє господарство  становив 60 110 доларів США (медіана — 40 977), а середній дохід на одну сім'ю — 62 601 долар (медіана — 51 964). Медіана доходів становила 31 642 долари для чоловіків та 26 793 долари для жінок. За межею бідності перебувало 17,5 % осіб, у тому числі 24,8 % дітей у віці до 18 років та 19,0 % осіб у віці 65 років та старших.
Цивільне працевлаштоване населення становило 1038 осіб. Основні галузі зайнятості: освіта, охорона здоров'я та соціальна допомога — 23,6 %, сільське господарство, лісництво, риболовля — 15,1 %, виробництво — 13,0 %, роздрібна торгівля — 12,3 %.